# Giuseppe Battiston
Pour les articles homonymes, voir Battiston.
Giuseppe Battiston est un acteur italien né le 22 juillet 1968 à Udine.

## Filmographie partielle

### Acteur de cinéma
- 1997 : Le acrobate de Silvio Soldini
- 2000 : Pain, tulipes et comédie (Pane e tulipan) de Silvio Soldini
- 2003 : Nos meilleures années (La meglio gioventù) de Marco Tullio Giordana
- 2004 : Agata e la tempesta de Silvio Soldini
- 2005 : La Bête dans le cœur (La bestia nel cuore) de Cristina Comencini
- 2005 : Le Tigre et la Neige (La tigre e la neve) de Roberto Benigni
- 2005 : L'uomo perfetto de Luca Lucini
- 2007 : La giusta distanza de Carlo Mazzacurati
- 2007 : Giorni e nuvole de Silvio Soldini
- 2007 : Ciao Stefano (Non pensarci) de Gianni Zanasi
- 2008 : Si può fare de Giulio Manfredonia
- 2008 : Amore, bugie e calcetto de Luca Lucini
- 2010 : La passione de Carlo Mazzacurati
- 2010 : Figli delle stelle de Lucio Pellegrini
- 2010 : Ce que je veux de plus (Cosa voglio di più) de Silvio Soldini
- 2011 : Senza arte né parte de Giovanni Albanese
- 2011 : La Petite Venise (Io sono Li) d'Andrea Segre
- 2012 : Il comandante e la cicogna de Silvio Soldini
- 2013 : Zoran, il mio nipote scemo de Matteo Oleotto
- 2014 : La sedia della felicità de Carlo Mazzacurati
- 2015 : La felicità è un sistema complesso de Gianni Zanasi : Carlo Bernini
- 2016 : Perfetti sconosciuti de Paolo Genovese :
- 2017 : Après la guerre d'Annarita Zambrano
- 2022 : Il Principe di Roma d'Edoardo Maria Falcone

### Réalisateur
- 2023 : Io vivo altrove! (it)

## Distinctions
- 2000, 2009, 2011 : David di Donatello du meilleur acteur dans un second rôle
- 2011 : Ruban d'argent du meilleur acteur dans un second rôle